# Cathestecum brevifolium
Cathestecum brevifolium är en gräsart som beskrevs av Jason Richard Swallen. Cathestecum brevifolium ingår i släktet Cathestecum och familjen gräs. Inga underarter finns listade i Catalogue of Life.